# Canton d'Herblay-sur-Seine
Le canton d'Herblay-sur-Seine, précédemment appelé canton d'Herblay, est une division administrative française, située dans le département du Val-d'Oise et la région Île-de-France.
À la suite du redécoupage cantonal de 2014, les limites territoriales du canton sont remaniées. Le nombre de communes du canton passe de 2 à 3.

## Histoire
Le canton d'Herblay a été créé en 1976 (décret du 22 janvier 1976) en divisant le Canton de Cormeilles-en-Parisis.
Par décret du 24 février 2021, le canton prend le nom de canton d'Herblay-sur-Seine, à la suite du décret de changements de nom de novembre 2018 qui concerne le bureau centralisateur du canton.

## Représentation

### Représentation avant 2015
| Période                                  | Période | Identité              | Étiquette   | Qualité |
| ---------------------------------------- | ------- | --------------------- | ----------- | --- |
| 1976                                     | 1992    | Roger Barat           | UDF-Radical | Directeur d'école Maire d'Herblay (1971-1994)                                                              |
| 1992                                     | 1998    | Anne-Marie Anglade    | RPR         | Adjointe au Maire d'Herblay Suppléante du député Jean Bardet (1993-2002)                                   |
| 1998                                     | 2004    | Jean-Pierre Lechalard | PS          | Professeur Maire d'Herblay (1995-2001)                                                                     |
| 2004                                     | 2011    | Patrick Barbe         | UMP         | Cadre informatique Maire d'Herblay (2001-2014)                                                             |
| 2011                                     | 2015    | Nelly Léon            | PS          | Agente commerciale indépendante Conseillère municipale d'Herblay depuis 1995 Adjointe au maire (1996-2001) |
| Les données manquantes sont à compléter. |         |                       |             | |

### Représentation depuis 2015
| Période élective | Période élective | Mandat | Mandat   | Identité         | Nuance | Nuance             | Qualité                                                                                                  |
| ---------------- | ---------------- | ------ | -------- | ---------------- | ------ | ------------------ | --- |
| 2015             | 2021             | 2015   | 2021     | Jeanne Docteur   |        | DVD                | Fonctionnaire Conseillère municipale de Montigny-lès-Cormeilles jusqu'en 2020                            |
| 2015             | 2021             | 2015   | 2021     | Philippe Rouleau |        | LR                 | Directeur des ventes Maire d'Herblay 9ème Vice-Président du Conseil départemental délégué aux Transports |
| 2021             | 2028             | 2021   | en cours | Manuela Melo     |        | Union de la droite | Conseillère municipale d’opposition de Montigny-lès-Cormeilles                                           |
| 2021             | 2028             | 2021   | en cours | Philippe Rouleau |        | Union de la droite | Directeur des ventes chez Orange Maire d'Herblay (2014 → ) Vice-président de la CA Val Parisis (2017 → ) |

### Résultats détaillés

#### Élections de mars 2015
À l'issue du 1er tour des élections départementales de 2015, deux binômes sont en ballottage : Jeanne Docteur et Philippe Rouleau (UMP, 36,97 %) et Corinne Clavies et Cyrille Rochereau (FN, 24,36 %). Le taux de participation est de 42,26 % (13 908 votants sur 32 907 inscrits) contre 40,49 % au niveau départemental et 50,17 % au niveau national.
Au second tour, Jeanne Docteur et Philippe Rouleau (UMP) sont élus avec 71,52 % des suffrages exprimés et un taux de participation de 41,78 % (8 808 voix pour 13 748 votants et 32 906 inscrits).
Jeanne Docteur avait quitté le groupe LR au conseil municipal de Montigny-les-Cormeilles avant les élections municipales de 2020.

#### Élections de juin 2021
Le premier tour des élections départementales de 2021 est marqué par un très faible taux de participation (33,26 % au niveau national). Dans le canton d'Herblay-sur-Seine, ce taux de participation est de 27,19 % (9 363 votants sur 34 438 inscrits) contre 26,57 % au niveau départemental. À l'issue de ce premier tour, deux binômes sont en ballottage : Manuela Melo et Philippe Rouleau (Union à droite, 54,11 %) et Laure Botella et Gérald Bouteillé (Union à gauche, 29,14 %),.
Le second tour des élections est marqué une nouvelle fois par une abstention massive équivalente au premier tour. Les taux de participation sont de 34,36 % au niveau national, 28,57 % dans le département et 28,64 % dans le canton d'Herblay-sur-Seine. Manuela Melo et Philippe Rouleau (Union à droite) sont élus avec 66,91 % des suffrages exprimés (6 280 voix pour 9 866 votants et 34 451 inscrits),,,.

## Composition

### Composition avant 2015
Le canton comptait deux communes.
| Nom                           | Code Insee | Codepostal | Superficie (km2) | Population (dernière pop. légale) | Densité (hab./km2) |
| ----------------------------- | ---------- | ---------- | ---------------- | --------------------------------- | ------------------ |
| Herblay-sur-Seine (chef-lieu) | 95306      | 95220      | 12,74            | 26 944 (2012)                     | 2 115              |
| La Frette-sur-Seine           | 95257      | 95530      | 2,02             | 4 572 (2012)                      | 2 263              |

### Composition depuis 2015
Le canton comprend désormais trois communes entières.
| Nom                                       | Code Insee | Intercommunalité | Superficie (km2) | Population (dernière pop. légale) | Densité (hab./km2) | Modifier                                    |
| ----------------------------------------- | ---------- | ---------------- | ---------------- | --------------------------------- | ------------------ | ------------------------------------------- |
| Herblay-sur-Seine (bureau centralisateur) | 95306      | CA Val Parisis   | 12,74            | 31 818 (2022)                     | 2 497              | modifier les données · modifier les données |
| La Frette-sur-Seine                       | 95257      | CA Val Parisis   | 2,02             | 4 587 (2022)                      | 2 271              | modifier les données · modifier les données |
| Montigny-lès-Cormeilles                   | 95424      | CA Val Parisis   | 4,07             | 22 390 (2022)                     | 5 501              | modifier les données · modifier les données |
| Canton d'Herblay-sur-Seine                | 9513       |                  | 18,83            | 58 795 (2022)                     | 3 122              | modifier les données                        |

## Démographie

### Démographie avant 2015
| 1982   | 1990   | 1999   | 2006   | 2011   | 2012   |
| ------ | ------ | ------ | ------ | ------ | ------ |
| 23 476 | 26 261 | 27 461 | 30 300 | 30 996 | 31 516 |

### Démographie depuis 2015
En 2022, le canton comptait 58 795 habitants, en évolution de +7,56 % par rapport à 2016 (Val-d'Oise : +4 %, France hors Mayotte : +2,11 %).
| 2013   | 2018   | 2022   |
| ------ | ------ | ------ |
| 52 302 | 56 430 | 58 795 |